# Variosea
A Variosea az Amoebozoa Conosa csoportjának kládja, melyet 2004-ben írt le Thomas Cavalier-Smith, és mely egy ugyanez évben írt cikkében parafiletikus csoportként szerepelt.

## Történet
Első leírt nemzetsége a Phalansterium Cienkowski 1870, első nemzetségnél nagyobb leírt csoportja a Holomastigida Lauterborn 1895 két nemzetséggel (Multicilia, Artodiscus).
A Protostelialest először 1966-ban írták le Olive és Stoianovitch hálós plazmódiumú, ostoros állapot nélküli csoportként, majd 2012-ben módosították Shadwick és Spiegel a meghatározását, mely Adl et al. 2012-es rendszertanában jelent meg. E módosítással több ribocsoportot (például Cavosteliida, Schizoplasmodiidae) hoztak létre.
Először 2004-ben írta le Thomas Cavalier-Smith Ema Chaóval és Brian Oatesszal közösen megjelent cikkében, ahol a Conosa csoportba sorolta. de későbbi filogenetikai elemzéseiben parafiletikusként szerepel.:1256 E csoportot eleinte kevéssé támasztották alá morfológiai vagy molekuláris bizonyítékok, így kevéssé használták 2006-ig.
2017-ben Shadwick et al. egyesítették a Planoprotostelium nemzetséget a Protosteliumba.
2019-ben Ntakou et al. az Artodiscus és a Multicilia közeli rokonságát igazolták, így megszűnt az önálló Artodiscida, egyetlen kládja a Holomastigida tagja lett.
2022-ben Cavalier-Smith a Varioseába 5 kládot sorolt be rendként, többfehérjés filogenetika alapján pedig áthelyezte a Filamoebidaet és a Schizoplasmodiidaet a Protostelidába a Varipodidából, illetve a Phalansteridából, mivel ezek korábbi helyzeteit nem megfelelően megoldott rDNS-fák alapján írták le.

## Morfológia
Amőboid fajai mozgás közben nyújtottak vagy lapítottak, állábai és alállábai hosszúak, hegyesek, gyakran elágaznak, alkalmanként anasztomózist képeznek. Egyes fajaiban az ostoros állapot az egyetlen, másokban az amőboid (például Flamellidae, Filamoeba, Heliamoeba), de előfordulnak ostoros amőbák is. Az ostoros állapot kinetidája lehet 1 vagy 2 ostorú legalább 1 mikrotubuluskúppal. Amőbaként lassan mozog. Vannak egy-, két- és többmagvú fajai is. A mikrotubuluskúpokból álló sejtváz feltehetően dorzális mikrotubulus-legyezőkből származik. Citoplazmatikus mikrotubulusai egyes fajokban mikrotubulus-szervező központban, másokban anélkül vannak jelen.
Morfológiailag sokszínű: vannak legyező, félkör, háromszög, félhold alakú, filopódiumokat, retikulopódiumokat stb. képző amőbák stb. Az ostoros állapotok ostorai önálló alapi testtel rendelkeznek.

### Kládonként
A Flamellidae legyező vagy félkör, a Filamoeba legyező, háromszög vagy félhold alakú lapos amőbákból áll, ez utóbbi számos üvegszerű tüskés állábbal rendelkezik elöl.
A Heliamoeba kiemelkedő filopódiumai mérete javát adják, jobbára elöl és hátul vannak, sose alkotnak hálót, és tőlük egyértelműen elkülönül ritkán elágazó sejtteste, szemben az Arboramoebával, melynek állábai erősen elágaznak, és hálózatot alkotnak, ahol mindenütt vannak sejtmagjai és más sejtszervecskéi.
A Holomastigida kerek sejtjei több kisugárzó kiemelkedéssel rendelkezik, melyek lehetnek kinetoszómákból kiemelkedő ostorok. Ezek feltehetően egyostorú kinetidái ostorsokszorozásával jelentek meg.
A Phalansterium sejtjei kinetidánként egy elülső ostorral és centriólummal rendelkeznek, és gyakran szesszilisek, lehetnek kolóniák részei vagy egyedülállók. Kinetidánként egy centrióluma van. Ostoruk eredését általában mikrovillusokra nem osztott gallér veszi körül. Egyes fajok továbbá rövid elvékonyodó kiemelkedéseket is alkotnak, így a szubsztráton mozoghatnak.

## Élőhely
Egyes fajai talajban, elsősorban magas szén-dioxid-tartalmú talajban élnek, és egyes Flamella-fajok cisztaképzéssel az Északi-sark permafrosztüledékében életképesek maradtak.

## Életmód
Fajai közt nagy (eukarióta) zsákmányt evő citotrófok és bakterivor élőlények is vannak.

## Életciklus
Egyes fajaiban, például a Fractovitellida egyik fajában ostoros és ostor nélküli amőba váltakoznak, másokban (például Ceratiomyxella) pikkelyekkel fedett ostoros amőbák alakulhatnak ki plazmódiumeredetű zoocisztákból. Plazmódiuma spórából vagy táplálkozó plazmódium részéből alakul ki csírázással.
A Protostelium és egyes Fractovitellida-fajok – a Schizoplasmodiidae és két Soliformoviidae-faj – sporokarpikusak. A Protostelium hosszú érzékeny tönkjén 1 spóra van. A Schizoplasmodiidae plazmódiumaiban a sejtplazmaáramlás nem irányított, mitóziskor gyöngysornak néznek ki.
A Cavosteliida életciklusában előfordulhat ivaros szaporodás, ostorosamőba-állapota, ha van, egy vagy több redukált egyostorú kinetidával rendelkezik, melyek nincsenek kapcsolatban a maggal, míg az e nélküli fajok spórákból csírázó, kinetida nélküli amőbákkal rendelkeznek. Sporokarpiumain 1 el nem váló spóra van. Az összes faj spóráin és egyes fajok cisztáin morfológiai jellegzetességek vannak.

## Genetika
A Protostelium fungivorum csak nem fotoszintetikus eukariótákban lévő emlőszsírsavelongáz-homológokkal (ELO) rendelkezik, szemben az Eumycetozoa és az Archamoebae csoportokkal, melyek növényből vagy vörös- vagy zöldmoszatból szereztek növényi zsírsavelongázokat (FAE).

## Filogenetika
Egyes SSU rRNS- és többgénes filogenetikán alapuló tanulmányok szerint egyes magasabb rangú kládon kívül lévő nemzetségek más nagyobb kládok részei lehetnek, más kutatások ezt nem igazolják.
7 közvetlenül alárendelt nemzetsége a Filamoeba, az Angulamoeba, az Ischnamoeba, a Darbyshirella és a monotipikus Heliamoeba, Dictyamoeba, az Arboramoeba és a Phalansterium. A Protostelium a szintén monotipikus Protosteliida, a Flamella és a Telaepolella a Flamellidae nemzetsége. A Fractovitellida 3 részből áll, az Acramoebidae monotipikus, egyetlen leírt faja az Acramoeba dendroida, a Schizoplasmodiidae 3 nemzetségből áll, ezek a Ceratiomyxella, a Nematostelium és a Schizoplasmodium, a Soliformoviidae 2-ből (Grellamoeba, Soliformovum).
Egyes tanulmányok szerint a Schizoplasmodiopsis polifiletikus, de e nemzetségről kevés rendszertani tanulmány szól. 2023-ban Ivamoto et al. kimutatták, hogy a Schizoplasmodiopsis micropunctata a Tychosporium acutostipes testvérfaja, nem elváló hiluma a Tychosporiumhoz hasonló, és a többi jellemző – például az amőbamorfológia, a mitotikus viselkedés és a prespórák – is hasonló, így átnevezték Tychosporium micropunctatumra.